# Portable Network Graphics
PNG (Portable Network Graphics) er et bitmap-grafikformat, der er bedst til tegninger og fotografier. Formatet kan interlaces, hvilket gør, at der først vises et grovkornet billede, og efterhånden som der hentes flere data, kommer detaljerne med. PNG kan håndtere flere farver end GIF. Desuden er der i PNG mulighed for variabel transparens. PNG benytter i modsætning til JPEG-formatet en komprimeringsmetode uden informationstab.
Uofficielt udlægges PNG nogle gange som "PNG's Not GIF" for at markere, at det er et nyere og bedre billedformat. Se rekursivt akronym.
Motiveringen til udviklingen af PNG-formatet kom i 1995, da Unisys, ejer af patentet for LZW komprimeringsalgoritmerne der anvendes i GIF-grafikformatet, oplyste at de havde i sinde at opkræve penge fra de firmaer og programmører der havde indbygget understøttelse af GIF i deres programmer. PNG-formatet blev derfor udviklet så det ikke benyttede nogen patenterede løsninger der sidenhen kunne komme til at koste penge. Da man så alligevel var i gang blev formatet naturligvis udbygget så det havde flere muligheder end GIF, vigtigst var at GIF kun understøtter 256 forskellige samtidige farver.
PNG er i dag en international standard (ISO/IEC 15948:2003).
| Programmering | Spire Denne artikel om datalogi eller et datalogi-relateret emne er en spire som bør udbygges. Du er velkommen til at hjælpe Wikipedia ved at udvide den. |